# Francisco Correa Netto
Francisco Correa Netto (* 1644 in Portugal; † nach 1664) war ein portugiesischer Küster, dessen 1664 verfasste Liebesbriefe zu den frühesten überlieferten Ego-Dokumenten homosexueller Liebender in einer modernen europäischen Sprache zählen.

## Leben
Francisco Correa Netto war Küster an der Kathedrale von Silves. Während der Fastenzeit 1664 schrieb er Briefe an den Musiker und Musikinstrumentenbauer Manoel Viegas, in denen er ihm seine Liebe schwor und ihm Sex anbot. Fünf dieser Briefe sind im portugiesischen Nationalarchiv Torre de Tombo erhalten geblieben und wurden in den 1980er Jahren von dem brasilianischen Forscher Luiz Mott gefunden.
Im ersten Brief gesteht Correa offenherzig, dass Männer, die mit ihm schliefen, keine Vulva suchen würden, und bietet Viegas an, dies ebenfalls zu tun. Im zweiten Brief nimmt Correa Bezug auf Küsse und Umarmungen, die er mit Viegas ausgetauscht hat und beschreibt poetisch seine Liebe für den Musiker. Aus den Briefen geht auch hervor, dass Viegas sich verlobt hat und sich öffentlich von Correa distanzierte, indem er ihn schmähte. Im letzten Brief nennt Correas Viegas einen „Lügner und Ehebrecher“, gibt an, ihm seinen Ring zurückzugeben, und fordert Viegas auf, ihn „nie wieder anzusprechen oder anzuschauen“.
Am 29. März 1664 überreichte Viegas die Briefe, die Correas ihn bat zu vernichten, dem Vikar der Kathedrale, Padre Manuel Luiz Coelho. Dieser übergab die Briefe, ergänzt um homophobe Kommentare, der Inquisition in Évora. Correa wurde jedoch nicht wegen „Sodomie“ angeklagt. Obwohl der Vikar angab, den Bürgermeister und andere Einwohner von Silves als Zeugen beibringen zu können, reichten die Beweise nicht aus: Zur Verurteilung wegen Sodomie verlangte die Inquisition nämlich Belege für mindestens zweimalige anale Penetration, verbunden mit einem Samenerguss.
Über das weitere Leben von Correa und Viegas ist nichts bekannt.

## Historischer Kontext
Homosexualität war in Portugal lange kriminalisiert und wurde mit strengen Strafen bis hin zum Tode bestraft. Gleichwohl wurde portugiesischen Königen häufiger homosexuelles Verlangen nachgesagt, so etwa im 14. Jahrhundert Peter I. und auch Alfons VI., dem König zu Lebzeiten Francisco Correa Nettos. 
Auch die portugiesische Inquisition, die von 1536 bis 1821 dauerte, stellte homosexuelles Verhalten unter Strafe; die Verfahren stellen aber im Verhältnis etwa zu Häresie nur einen Bruchteil der bis heute erhaltenen Akten im Nationalarchiv dar. Von den 4.419 Verdächtigen, die in den zwischen 1587 und 1794 geführten Listen (Repertorios do Nefando) verzeichnet waren, wurde 447 der Prozess gemacht, 30 wurden zum Tode durch Verbrennen verurteilt und Hunderte zur Teilnahme an einer Autodafé-Prozession mit anschließender Folter und/oder Exilierung gezwungen.
Der Forscher Júlio Gomes schloss aus den Inquisitionsakten, dass es in Lissabon eine „reiche und energiegeladene schwule Subkultur“ gegeben habe. Es gab Orte, die sich für Treffen besonders eigneten und im frühen 17. Jahrhundert eine öffentlich auftretende Travestie-Tanzgruppe, die dança dos fanchonos (dt. etwa ‚Tanz der Tunten‘) genannt wurde. Einige homosexuelle Männer nahmen Spitznamen wie „Rafael Fanchono“ oder „Isabel do Porto“ an; auch Correa nannte sich in seinen Briefen selbst feminisierend „Francisquinha“.